# Мота Камастра
Мо̀та Кама̀стра (на италиански и на сицилиански: Motta Camastra) е село и община в Южна Италия, провинция Месина, автономен регион и остров Сицилия. Разположено е на 453 m надморска височина. Населението на общината е 888 души (към 2011 г.).